# Göpfritz an der Wild
Göpfritz an der Wild（德語：Göpfritz an der Wild）是奥地利下奥地利州茨韦特尔县的一个市镇。总面积60.58平方公里，总人口1797人，人口密度29.7人/平方公里（2005年）。